# Pyro Studios
Pyro Studios – byłe hiszpańskie studio zajmujące się tworzeniem gier komputerowych, zostało założone w 1996 w Madrycie. Pierwszą grą studia było Commandos: Za linią wroga wydane w 1998, niedługo po niej ukazał się dodatek Commandos: Zadania specjalne. W lipcu 1999 Eidos Interactive wykupił 25% udziałów Pyro.
W październiku 2001 na Microsoft Windows wyszedł Commandos 2: Ludzie odwagi we wrześniu 2002 wyszły wersje na konsole Xbox i Sony PlayStation 2. Następnie w październiku 2003 został wydany Commandos 3: Kierunek Berlin, w grze został użyty nowy silnik 3D. Łącznie cała seria Commandos sprzedała się w liczbie 3 mln egzemplarzy.
W styczniu 2003 wydana została gra strategiczna Praetorians, której akcja toczyła się w czasach Gajusza Juliusza Cezara. W 2005 wydana została gra Imperial Glory. Kolejną grą studia była Commandos: Strike Force, która wyszła w 2006. W 2009 wydana została gra oparta na filmie animowanym Planeta 51. W 2012 r. studio połączyło się z Play Wireless, funkcjonując odtąd jako Pyro Mobile. Na grudzień 2017 strona internetowa studia przestała funkcjonować.

## Wydane gry
- Commandos: Za linią wroga – gra strategiczno-taktyczna wydana w 1998 roku. Jej akcja rozgrywa się w czasie II wojny światowej. Gra odniosła olbrzymi sukces na rynku, sprzedając się w ponad 900 tys. egzemplarzy w ciągu 6 miesięcy od dnia wydania[2], charakteryzując się specyficznym podejściem do gatunku – w przeciwieństwie do większości strategii, gracz w Commandos nie dowodził całą armią, ale grupką doskonale wyszkolonych żołnierzy.
- Commandos: Zadania specjalne – dodatek do Commandos: Za linią wroga, oferujący 8 misji, zwiększony poziom trudności, ulepszone algorytmy sztucznej inteligencji i bardziej dopracowaną grafikę. Sprzedaż: 350 tys. egzemplarzy (na rok 2000)[2]
- Commandos 2: Ludzie odwagi – oficjalna kontynuacja wydana w 2001 roku z lekko zmienioną grafiką i interfejsem, styl rozgrywki pozostał bez zmian.
- Commandos 3: Kierunek Berlin – wydana w 2003 roku trzecia część serii ze sporymi zmianami graficznymi. Gra dobrze przyjęta, choć recenzenci zwrócili uwagę na zbyt wysoki poziom trudności i zmniejszenie zespołu do pięciu komandosów.
- Praetorians – wydana w 2003 roku strategia w realiach Cesarstwa Rzymskiego.
- Imperial Glory – wydana w 2005 roku strategia czasu rzeczywistego, której akcja rozgrywa się w epoce napoleońskiej.
- Commandos: Strike Force – wydana w 2006 roku czwarta część serii Commandos, której rozgrywka została przeniesiona do formatu FPS, a oddział zmniejszony do zaledwie trzech ludzi. Gra okazała się ogromną porażką finansową[8].